# 日本酒辛口ブーム
日本酒辛口ブーム（にほんしゅからくちブーム）とは、1980年代の日本で発生した辛口の日本酒のブームである。
1980年代から20年あまり辛口ブームは続いてきたが、2000年代後半には同じ銘柄でも辛口版と甘口版を造って世に問う醸造元や、無濾過・濁り酒・霞み酒などどっしりとした造りをセールスポイントにする酒が増えてきた。

## ブーム到来の理由
このブームの到来の理由として、以下のようなものが考えられている。

### 三増酒への反動
それまでの三増酒が、水飴などの糖類を加えた甘ったるい味が多かったので、「甘い酒 = 悪い酒」といった一方的なイメージが消費者のあいだに定着し、その反動として、三増酒の時代が本格的に終わった1980年代後半からは日本酒において辛口に価値がおかれるようになった、とする考え方。

### ビールからの影響
1987年に、アサヒビールが辛口であることをセールスポイントにかかげたアサヒスーパードライを売り出し、大ブレークした（ドライビールも参照）。これが日本酒にも波及してきたとする考え方。

### 時代の空気
ポストモダンがもてはやされ、重厚長大に価値をおいた前世代への反感と反省から軽薄短小を新たな時代的価値とした1980年代の空気が、奥行きや深さや旨みのある味よりも、軽く明快な「辛口」を日本酒に求めた、とする考え方。
たとえば新潟では、以前はもっと堂の入った旨みやほのかな甘みを持った地酒の産地であった。しかし、1980年代半ばから「端麗辛口」が新潟の酒のキャッチフレーズのように思われる風潮が生まれた。

### 透明度と濾過の問題
端麗辛口とされる条件の一つとして、酒の透明度の高さがあるが、そこには、かつて鑑評会に、酒に色がつくことを減点対象としていた時代があり、そのため透明度の高い酒が評価されるようになっていた。酒の色を抜く方法として一般的なものは、活性炭などによる炭素濾過であるが、たしかに濾過は色とともに雑味も抜くものの、これが過ぎるとその酒が持っている旨味も抜けてしまう。新潟では「炭屋」と呼ばれる濾過工程の専門家が存在する。